# میلدرد بیلی
میلدرد بیلی (انگلیسی: Mildred Bailey؛ ۲۷ فوریهٔ ۱۹۰۷ – ۱۲ دسامبر ۱۹۵۱) یک موسیقی‌دان اهل ایالات متحده آمریکا بود.